# Édouard Michelin (imprenditore 1963)
Édouard Michelin (Clermont-Ferrand, 13 agosto 1963 – Isola di Sein, 26 maggio 2006) è stato un imprenditore francese, socio amministratore e co-amministratore delegato del Gruppo Michelin. Era il pronipote di Édouard Michelin, co-fondatore dell'azienda.

## Biografia
Nacque a Clermont-Ferrand e dopo aver studiato all'Ecole Massillon di Clermont-Ferrand, entrò al Lycée Sainte-Geneviève di Versailles. Trascorse anche quasi un anno intero a studiare alla Christ Church Episcopal School di Greenville, nella Carolina del Sud. È lì che acquisì padronanza dell'inglese. (La Michelin ha il suo quartier generale nordamericano a Greenville, e viveva con i suoi parenti che all'epoca erano dirigenti della Michelin a Greenville).
Laureato in ingegneria all'École Centrale de Paris, entrò a far parte dell'azienda di famiglia, che nel 1985 era guidato da suo padre, François Michelin.  Inizialmente lavorò ai livelli più bassi dell'azienda, incluso un periodo in una catena di montaggio. Nel 1987-1988 effettuò il servizio militare sui sottomarini nucleari francesi.
Al suo ritorno in azienda nel 1989, fu nominato prima direttore di produzione presso lo stabilimento di Le Puy-en-Velay (Francia), poi direttore del team a Montceau-les-Mines. Venne nominato CEO di Michelin North America, responsabile delle vendite e della distribuzione di impianti industriali e camion UOT, sotto la guida di Carlos Ghosn, futuro CEO di Renault Nissan.
Nel 1993 entrò a far parte di François Michelin e René Zingraff a Clermont-Ferrand come socio amministratore di Michelin. Una delle sue prime sfide fu l'attuazione di un piano per licenziare 7500 dipendenti. Nonostante le critiche, ne uscì con la sua reputazione intatta, soprattutto dopo aver sostenuto la proposta del governo francese di una settimana lavorativa di 35 ore. In seguito avviò una riorganizzazione in base alla quale gli stabilimenti Michelin si sarebbero specializzati piuttosto che produrre tutti una vasta gamma di prodotti. Nel 1998 lanciò un'iniziativa per incoraggiare lo sviluppo di veicoli ecologici. 
Venne nominato CEO del Gruppo Michelin in occasione dell'Assemblea annuale degli azionisti dell'11 giugno 1999, 110 anni dopo la fondazione della società.
Uno dei suoi successi fu la decisione di coinvolgere nuovamente l'azienda nelle corse di Formula Uno. L'azienda tornò alle competizioni di F1 nel 2001 e fu subito competitiva. Ottenne due successi consecutivi nel Campionato del Mondo nel 2005 e nel 2006 con il team Renault e Fernando Alonso. L'azienda si ritirò dalla F1 poiché la F1 tornò alla regola del fornitore di un solo pneumatico. Tra i fallimenti commerciali di Edouard ci fu una proposta nel 2004 di commercializzare il marchio Michelin senza la sua mascotte più riconosciuta, l'"Omino Michelin" (Bibendum). Tuttavia, gli azionisti votarono contro questa idea. 
Nell'aprile 2005 fu eletto membro del consiglio di amministrazione di Nokia Corporation in occasione dell'assemblea generale annuale della società.
Édouard Michelin morì  a 42 anni annegato mentre pescava nel Raz de Sein, vicino all'isola di Sein, al largo della costa del Finistère, nel nord-ovest della Francia, il 26 maggio 2006.  Nel naufragio del peschereccio, chiamato Liberté, morì anche lo skipper della barca, Guillaume Normant. Il peschereccio fu trovato due giorni dopo a 70 metri di profondità. Fu sepolto nella tomba di famiglia nel cimitero di Orcines (Puy-de-Dôme)
Dopo la sua morte, Michelin annunciò che il co-managing partner Michel Rollier avrebbe diretto l'azienda.

## Vita privata
Nel 1992 si sposò con Cécile Gravier in una cerimonia nella cattedrale di Chartres presieduta da suo fratello maggiore, padre Etienne Michelin. Era padre di sei figli. Cécile morì di cancro il 14 novembre 2011. Appassionato di teologia, canti gregoriani e passeggiate in montagna, fu membro del World Business Council for Sustainable Development (WBCSD). 
In Francia, i suoi dipendenti gli dettero due soprannomi: "Dudu", per la sua gentilezza, e "L'americain", per la sua esperienza all'estero.